# Адмиралтейство (Германия)
Императорское адмиралтейство — военно-морское ведомство кайзеровской Германии.
Учреждено Вильгельмом I вскоре после объединения Германии, 1 января 1872 года. В здании Адмиралтейства располагался глава ведомства и администрация императорского флота. 
Ведомство просуществовало до 1 апреля 1889 года, когда в рамках реорганизации было разделено на три структуры:
- Высшее командование флота,
- Имперское морское министерство[англ.],
- Морской кабинет.

## Руководители
- Альбрехт фон Штош — с 1 января 1872 года по 20 марта 1883 года.
- Лео фон Каприви — с 20 марта 1883 года по 5 июля 1888 года.
- Александр фон Монтс[нем.] — с 5 июля 1888 года по 19 января 1889 года.